# 1758 Naantali
Az 1758 Naantali (ideiglenes jelöléssel 1942 DK) a Naprendszer kisbolygóövében található aszteroida. Liisi Oterma fedezte fel 1942. február 18-án, Turkuban.